# Узенький
Узенький (бел. Вузенькі) — посёлок в Озеранском сельсовете Рогачёвского района Гомельской области Белоруссии.

## География

### Расположение
В 37 км на северо-восток от районного центра и железнодорожной станции Рогачёв (на линии Могилёв — Жлобин), 158 км от Гомеля.

## Транспортная сеть
Транспортные связи по просёлочной, затем автомобильной дороге Бобруйск — Гомель. Планировка состоит из короткой прямолинейной меридиональной улицы. Застройка деревянная, усадебного типа.

## История
Основан в начале 1920-х годов на бывших казённых землях переселенцами из соседних деревень. В 1932 году жители вступили в колхоз. Во время Великой Отечественной войны каратели сожгли 10 дворов, убили 7 жителей. 5 жителей погибли на фронте. Согласно переписи 1959 года в составе колхоза «XVII партсъезд» (центр — деревня Великая Крушиновка).

## Население

### Численность
- 2004 год — 6 хозяйств, 97 жителей.

### Динамика
- 1925 год — 7 дворов.
- 1940 год — 16 дворов, 104 жителя.
- 1959 год — 79 жителей (согласно переписи).
- 2004 год — 6 хозяйств, 97 жителей.